# Contea di McCone
La contea di McCone (in inglese McCone County) è una contea del Montana, negli Stati Uniti. Il suo capoluogo amministrativo è Circle.

## Geografia fisica
La contea ha un'area di 6.948 km² di cui lo 1,50% è coperto d'acqua. Confina con le seguenti contee:
- Contea di Valley - nord
- Contea di Roosevelt - nord
- Contea di Richland - nord-est
- Contea di Dawson - est
- Contea di Prairie - sud
- Contea di Garfield - ovest

### Evoluzione demografica

Situazione demografica

## Città principali
- Circle

## Strade principali
- Montana Highway 13

## Musei
- McCone County Museum, su travel.state.mt.us (archiviato dall'url originale il 30 gennaio 2004).
- Circle Museum